# Le Retour de l'oiseau-tonnerre
Le Retour de l'oiseau-tonnerre est une trilogie fantastique de l’écrivaine québécoise Anne Robillard.

## Résumé
Logan McEwan mène une existence banale jusqu'au jour où il se retrouve subitement propulsé dans plusieurs de ses vies antérieures. Il prend alors contact avec Rain, une puissante médium, qui l'aide à remonter le fil de son histoire jusqu'à sa toute première incarnation. De la légendaire Atlantide en passant par l'Égypte antique, la Mésopotamie, ou encore la Chine et la Scandinavie, Logan a traversé nombre d'épreuves dans un unique but... Mais lequel ? Le premier volet d'une mystérieuse quête qui pourrait bien être aussi la nôtre...

## Tomes
1. L'Éveil, Wellan Inc., 2014, 443 p.  (ISBN 978-2-92392-566-0)Réédité aux éditions Michel Lafon en 2015, 331 p. (ISBN 978-2-7499-2636-0), puis aux éditions J'ai lu au format poche en 2016, 314 p. (ISBN 978-2-290-13247-0)
2. Perceptions, Wellan Inc., 2015, 368 p.  (ISBN 978-2-92444-227-2)Réédité aux éditions Michel Lafon en 2016, 347 p. (ISBN 978-2-7499-2903-3), puis aux éditions J'ai lu au format poche en 2017, 310 p. (ISBN 978-2-290-13248-7)
3. L'Envol, Wellan Inc., 2015, 366 p.  (ISBN 978-2-9244-4235-7)Réédité aux éditions Michel Lafon en 2016, 347 p. (ISBN 978-2-7499-2915-6), puis aux éditions J'ai lu au format poche en 2017, 288 p. (ISBN 978-2-290-13249-4)